# Zdenka ziębicka
Zdenka ziębicka (niem. Sidonie von Münsterberg, ur. 1483 w Kłodzku, zm. 1522) – księżna ziębicka.
Córka Henryka I Starszego z Podiebradów (1448-1498) i Urszuli Brandenburskiej. Siostra Albrechta, Karola, Jerzego. Wyszła za Ulricha von Hardecka, hrabiego kłodzkiego. 